# Hayashi (inslagkrater)
Hayashi is een inslagkrater op de planeet Venus. Hayashi werd in 1985 genoemd naar de Japanse schrijfster Fumiko Hayashi (1903-1951).
De krater heeft een diameter van 43,1 kilometer en bevindt zich nabij Kawelu Planitia ten noorden van Hemera Dorsa in het zuidwesten van het quadrangle Metis Mons (V-6).